# Europejska Nagroda Muzyczna MTV dla najlepszej reedycji
Europejska Nagroda Muzyczna MTV dla najlepszej reedycji - nagroda przyznawana przez redakcję MTV Europe podczas corocznego rozdania MTV Europe Music Awards. Nagrodę dla najlepszego coveru (reedycji) po raz pierwszy i dotychczas jedyny raz przyznano w 1994 r. O zwycięstwie decydują widzowie za pomocą głosowania internetowego i telefonicznego (smsowego).

## Nominowani i zwycięzcy

### 1994
- Gun — "Word Up!"
  - Ace of Base — "Don't Turn Around"
  - Big Mountain — "Baby, I Love Your Way"
  - Pet Shop Boys — "Go West"
  - Wet Wet Wet — "Love Is All Around"